# Rory Branker
Rory Branker es un periodista venezolano que ha trabajado para el medio digital de La Patilla. En la tarde del 20 de febrero de 2025 fue detenido en su casa por agentes del Servicio Bolivariano de Inteligencia (SEBIN). Posteriormente un grupo no identificado volvió a su residencia y decomisó dos laptops. Actualmente se desconocen los motivos de su arresto y su lugar de reclusión, aunque extraoficialmente se conoció que fue trasladado a El Helicoide. Tiene 5 meses y 3 días desaparecido.
El Colegio Nacional de Periodistas de Venezuela y el Sindicato Nacional de Trabajadores de la Prensa denunciaron su detención, al igual que la Relatoría para la Libertad de Expresión de la Comisión Interamericana de Derechos Humanos, la cual exigió su liberación inmediata y que se garantizara su salud e integración física.